# Euphyia scitiferata
Euphyia scitiferata är en fjärilsart som beskrevs av Walker 1862. Euphyia scitiferata ingår i släktet Euphyia och familjen mätare. Inga underarter finns listade i Catalogue of Life.